# Ställ ut en väktare
Ställ ut en väktare (originaltitel: Go Set a Watchman) är en roman av Harper Lee som gavs ut den 14 juli 2015 av HarperCollins i USA och Heinemann i Storbritannien. I Sverige gavs den ut två veckor senare, den 29 juli 2015 av Albert Bonniers förlag. Ställ ut en väktare skrevs före Lees enda tidigare utgivna bok Dödssynden (1960). Titeln är hämtad från Bibeln (Jesaja 21:6) "Ty så har Herren sagt till mig: Gå och ställ ut en väktare; vad han får se, det må han förkunna." Titeln syftar på huvudpersonen Scout Finchs syn på sin far, Atticus Finch, som en moralisk väktare över staden Maycomb.

## Handling
Romanen följer den vuxna Scout Finch som reser från New York till sin gamla hemstad Maycomb i Alabama, för att besöka fadern, Atticus Finch, 20 år efter händelserna i Dödssynden. Men denna resa blir inte som hon trott, när oväntade upptäckter tvingar henne att omvärdera allt hon trott på, och Scout tvingas att brottas med såväl personliga som politiska konflikter för att förstå faderns inställning till samhället i stort och hennes egna känslor gentemot platsen där hon föddes och växte upp. Många av huvudpersonerna från Dödssynden återkommer i Ställ ut en väktare.

## Bokens uppkomst
Trots att boken i media framställdes som en uppföljare till Lees bästsäljare Dödssynden, skrev Lee Ställ ut en väktare under mitten av 1950-talet, innan hon skrev Dödssynden (vilken utgavs i original 1960). Lee lade manuskriptet åt sidan när hennes korrekturläsare föreslog att hon skulle skriva en annan roman, sedd ur den unga Scout Finchs perspektiv. Manuset var under många år försvunnet, men återfanns av hennes advokat i slutet av 2014.
Romanen är i original 304 sidor och gavs ut av förlaget HarperCollins i USA och Kanada, och av Heinemann i Storbritannien den 14 juli 2015. Förstaupplagan trycktes i två miljoner exemplar. Det fanns ingen förväntan från förlagens sida att den då åttionioåriga Lee, som bodde på ett äldreboende i Monroeville, Alabama, skulle delta vid arrangemang för att marknadsföra boken.

## Kontrovers
En del skribenter har kallat tajmingen av bokens utgivning "suspekt", med hänvisning till Lees sviktande hälsa, på grund av uttalanden Lee tidigare gjort om att hon inte skulle komma att publicera någon mer roman, samt hennes systers och tillika vårdnadsgivares bortgång bara två månader innan tillkännagivandet att Ställ ut en väktare skulle ges ut. National Public Radio (NPR) rapporterade om utgivandet och omständigheterna kring den nya boken, samt ställde frågan "om Lee kanske, på sin ålders höst, blivit utnyttjad av förlagen". Vissa skribenter gick så långt som att uppmana fans av Lee och Dödssynden att helt bojkotta boken. Nyhetsbyråer, inklusive NPRoch BBC News rapporterade att omständigheterna kring bokens publicering var oklara och att Lee eventuellt inte haft full kontroll över beslutet att ge ut boken. Utredare för den amerikanska delstaten Alabama intervjuade Lee gällande misstänkt utnyttjande [av en utsatt vuxen] i relation till utgivandet av boken. I april 2015 tillkännagavs att utredningen inte funnit underlag för anklagelserna.
Vidare har historikern och Lees långtida vän Wayne Flynt uppgett till Associated Press att "utsagor om senilitet och utnyttjande av en hjälplös äldre dam är bara trams. Det är rakt av påhitt." Flynt sade att han funnit Lee kapabel att ge sitt godkännande, men tror att ingen någonsin kommer att kunna veta med säkerhet hur medgivandet till bokens publicering erhållits.

### Rapporter om tidigare upptäckt
Den 2 juli 2015, påstod The New York Times att det maskinskrivna manuset till Ställ ut en väktare hittats i ett bankfack på en bank i Monroeville, Alabama redan 2011.